# Episodi di Numb3rs (terza stagione)
La terza stagione della serie televisiva Numb3rs, composta da 24 episodi, è andata in onda in prima visione negli Stati Uniti d'America dal 22 settembre 2006 al 18 maggio 2007, trasmessa dal canale CBS.
In Italia è andata in onda su Rai 2 dal 30 giugno al 31 agosto 2008.
| nº | Titolo originale     | Titolo italiano           | Prima TV USA      | Prima TV Italia |
| -- | -------------------- | ------------------------- | ----------------- | --------------- |
| 1  | Spree                | Le strade del destino     | 22 settembre 2006 | 30 giugno 2008  |
| 2  | Two Daughters        | L'ostaggio                | 29 settembre 2006 | 30 giugno 2008  |
| 3  | Provenance           | Il furto                  | 6 ottobre 2006    | 6 luglio 2008   |
| 4  | The Mole             | La talpa                  | 13 ottobre 2006   | 6 luglio 2008   |
| 5  | Traffic              | Il killer dell'autostrada | 20 ottobre 2006   | 7 luglio 2008   |
| 6  | Longshot             | Febbre da cavallo         | 27 ottobre 2006   | 7 luglio 2008   |
| 7  | Blackout             | Blackout                  | 3 novembre 2006   | 13 luglio 2008  |
| 8  | Hardball             | Baseball                  | 10 novembre 2006  | 13 luglio 2008  |
| 9  | Waste Not            | Rifiuti                   | 17 novembre 2006  | 14 luglio 2008  |
| 10 | Brutus               | Progetto Brutus           | 24 novembre 2006  | 14 luglio 2008  |
| 11 | Killer Chat          | Buon viaggio, Larry       | 15 dicembre 2006  | 20 luglio 2008  |
| 12 | Nine Wives           | Il profeta                | 5 gennaio 2007    | 20 luglio 2008  |
| 13 | Finders Keepers      | Il relitto                | 12 gennaio 2007   | 27 luglio 2008  |
| 14 | Take Out             | Senza pietà               | 2 febbraio 2007   | 27 luglio 2008  |
| 15 | End of Watch         | Vivere o morire           | 9 febbraio 2007   | 3 agosto 2008   |
| 16 | Contenders           | Morte sul ring            | 16 febbraio 2007  | 3 agosto 2008   |
| 17 | One Hour             | Il labirinto              | 23 febbraio 2007  | 10 agosto 2008  |
| 18 | Democracy            | Potere e denaro           | 9 marzo 2007      | 10 agosto 2008  |
| 19 | Pandora's Box        | Doppia indagine           | 30 marzo 2007     | 17 agosto 2008  |
| 20 | Burn Rate            | Lettere esplosive         | 6 aprile 2007     | 17 agosto 2008  |
| 21 | The Art of Reckoning | La macchina della verità  | 27 aprile 2007    | 24 agosto 2008  |
| 22 | Under Pressure       | Sotto pressione           | 4 maggio 2007     | 24 agosto 2008  |
| 23 | Money for Nothing    | Progetto Zambia           | 11 maggio 2007    | 31 agosto 2008  |
| 24 | The Janus List       | Messaggio in codice       | 18 maggio 2007    | 31 agosto 2008  |

## Le strade del destino
- Titolo originale: Spree
- Diretto da: John Behring
- Scritto da: Ken Sanzel

### Trama
Charlie deve aiutare Don a mettersi sulle tracce di Crystal Hoyle, una bellissima ex insegnante di storia che in compagnia di un suo studente e amante, Buck, commette rapine e omicidi in diversi Stati americani. Non è facile prenderli, perché sembrano agire in modo casuale. I ragionamenti di Charlie serviranno a capire le mosse di Crystal, ma con ritardo.
- Riferimenti matematici: Curva di inseguimento (Trattrice (geometria))

## L'ostaggio
- Titolo originale: Two Daughters
- Diretto da: Alex Zakrzewski
- Scritto da: Ken Sanzel

### Trama
Il team di Don deve ritrovare Megan che è stata rapita da Crystal Hoyle. Quest'ultima chiede uno scambio di ostaggi: è disposta a lasciare libera Megan se ottiene in cambio il rilascio del suo amante adolescente Buck, in carcere per omicidio e rapina. Don si ritrova a varcare limiti che non pensava avrebbe mai attraversato, pur di ritrovare la collega.
- Riferimenti matematici: Spirale, Macchina di Galton

## Il furto
- Titolo originale: Provenance
- Diretto da: David Von Ancken
- Scritto da: Don McGill

### Trama
Un quadro di Camille Pissarro da 22 milioni di dollari viene trafugato da un museo. Si scopriranno dei collegamenti tra quel quadro e il partito nazista tedesco.
- Riferimenti matematici: Analisi discriminante, craquelure

## La talpa
- Titolo originale: The Mole
- Diretto da: Stephen Gyllenhaal
- Scritto da: Robert Port

### Trama
Un'interprete del consolato cinese viene investita fuori da un locale e l'indagine porta a una possibile talpa all'interno del dipartimento di giustizia. Intanto Charlie si interroga sul perché Larry non l'abbia consultato per la pubblicazione di un articolo.
- Riferimenti matematici: Angoli di Eulero, Cicloide

## Il killer dell'autostrada
- Titolo originale: Traffic
- Diretto da: J. Miller Tobin
- Scritto da: Nicolas Falacci e Cheryl Heuton

### Trama
Si indaga su una serie di omicidi apparentemente casuali avvenuti in autostrada.
- Riferimenti matematici: Caso, Equazione differenziale alle derivate parziali, Traffico

## Febbre da cavallo
- Titolo originale: Longshot
- Diretto da: John Behring
- Scritto da: J. David Harden

### Trama
Un ragazzo, in possesso di un metodo per vincere ai cavalli, viene trovato morto in un ippodromo.
- Riferimenti matematici: Arbitraggio, Statistica

## Blackout
- Titolo originale: Blackout
- Diretto da: Scott Lautanen
- Scritto da: Andrew Dettman

### Trama
Partendo da una serie di attacchi ad alcune sottostazioni elettriche, l'FBI cerca di capire quale sia il vero obiettivo di questi sabotaggi.
- Riferimenti matematici: Algoritmo del simplesso, Distribuzione di energia elettrica

## Baseball
- Titolo originale: Hardball
- Diretto da: Frederick Keller
- Scritto da: Nicolas Falacci e Cheryl Heuton

### Trama
Un giocatore di una divisione minore di baseball viene trovato morto a causa di un uso letale di steroidi.
- Riferimenti matematici: Sabermetrica

## Rifiuti
- Titolo originale: Waste Not
- Diretto da: J. Miller Tobin
- Scritto da: Julie Hebert

### Trama
Il campo da gioco di una scuola elementare sprofonda all'improvviso uccidendo un insegnante e ferendo diversi bambini. Gli agenti dell'FBI indagano sulla ditta che ha pavimentato il campo scoprendo che è stato usato un nuovo prodotto derivato da rifiuti tossici.
- Riferimenti matematici: Tomografia sismica, Algebra di Kac-moody, Idrogeologia

## Progetto Brutus
- Titolo originale: Brutus
- Diretto da: Oz Scott
- Scritto da: Ken Sanzel

### Trama
Due strani omicidi, un suicidio e un tentativo di suicidio portano le indagini dell'FBI al progetto Brutus, un segreto che il governo ha tenuto nascosto per anni. Un programma ideato dalla CIA negli anni 1960 per condizionare, tramite trattamenti chimici, prigionieri di guerra e detenuti per farne armi da guerra contro i nemici.
- Riferimenti matematici: Teoria dei grafi, Riconoscimento facciale

## Buon viaggio, Larry
- Titolo originale: Killer chat
- Diretto da: Chris Hartwill
- Scritto da: Don McGill

### Trama
Si cerca un serial killer che uccide dei pedofili. Nel frattempo Larry parte per la missione spaziale.
- Riferimenti matematici: Analisi delle componenti principali, Data mining

## Il profeta
- Titolo originale: Nine Wives
- Diretto da: Julie Hébert
- Scritto da: Julie Hébert

### Trama
Si indaga sul capo di una setta religiosa che pratica la poligamia.
- Riferimenti matematici: Inincrocio, Genealogia, Volo di Lévy

## Il relitto
- Titolo originale: Finders Keepers
- Diretto da: Colin Bucksey
- Scritto da: Andrew Dettman

### Trama
Dall'affondamento di uno yacht, Charlie si troverà a lavorare contemporaneamente per l'NSA e per Don.
- Riferimenti matematici: Fluidodinamica

## Senza pietà
- Titolo originale: Take Out
- Diretto da: Leslie Libman
- Scritto da: Sean Crouch

### Trama
Due agenti vengono uccisi in una rapina a un ristorante. Si indaga per fermare la banda. Nel frattempo Don visita lo psichiatra dell'FBI.
- Riferimenti matematici: Outlier, Ottimizzazione (matematica)

## Vivere o morire
- Titolo originale: End of Watch
- Diretto da: Michael Watkins
- Scritto da: Robert Port e Mark Llewellyn

### Trama
Il ritrovamento del corpo di un poliziotto morto negli anni novanta riapre il caso, rimasto insoluto, del suo omicidio.
- Riferimenti matematici: Lidar

## Morte sul ring
- Titolo originale: Contenders
- Diretto da: Alex Zakrzewski
- Scritto da: J. David Harden

### Trama
Un lottatore di arti marziali miste muore durante un allenamento. Il suo sparring partner è un amico di David.
- Riferimenti matematici: Algoritmo di Kruskal

## Il labirinto
- Titolo originale: One Hour
- Diretto da: J. Miller Tobin
- Scritto da: Ken Sanzel

### Trama
Mentre Don è dal terapista, un bambino viene rapito per un riscatto di 3200000 $ e per di più le due guardie del corpo sono rimaste colpite a colpi d'arma da fuoco, uno è morto e l'altro è in fin di vita.
- Riferimenti matematici: Exploit, Problema del taglio della torta

## Potere e denaro
- Titolo originale: Democracy
- Diretto da: Steve Boyum
- Scritto da: Cheryl Heuton e Nicolas Falacci

### Trama
Partendo da una serie di morti sospette, segnalate a Charlie da un'amica, si arriva a scoprire un grosso broglio elettorale. Grazie a una intenzionale pubblicazione accademica di Charlie, la notizia arriva ai media e scoppia lo scandalo. Questa volta ad aiutare il giovane Eppes nei suoi calcoli c'è Oswald, un giovane particolarmente dotato.
- Altri interpreti: Jay Baruchel (Oswald)
- Riferimenti matematici: Statistica, Probabilità, Metadato, Organizzazione

## Doppia indagine
- Titolo originale: Pandora's Box
- Diretto da: Dennis Smith
- Scritto da: Andrew Black

### Trama
Un aereo cade nei boschi vicino a Los Angeles e sul luogo dell'impatto viene ucciso un ranger.
- Riferimenti matematici: scatola nera, algoritmo di deconvoluzione

## Lettere esplosive
- Titolo originale: Burn Rate
- Diretto da: Frederick Keller
- Scritto da: Don McGill

### Trama
Si indaga su una serie di lettere esplosive, che sembrerebbero prodotte da una persona già scagionata una volta.
- Riferimenti matematici: Esplosione, Coerenza (fisica), Outlier, Analisi rischio-ricompensa, Cambio di paradigma

## La macchina della verità
- Titolo originale: The Art of Reckoning
- Diretto da: John Behring
- Scritto da: Juile Hebert

### Trama
Un condannato a morte comincia a dare informazioni sul suo passato pur di rivedere la figlia. Nel frattempo Larry torna dallo spazio.
- Riferimenti matematici: Teoria dei giochi, Tit for tat

## Sotto pressione
- Titolo originale: Under Pressure
- Diretto da: J. Miller Tobin
- Scritto da: Andrew Dettman

### Trama
Si indaga su una cellula di terroristi che potrebbe compiere un attentato.
- Riferimenti matematici: Analisi delle reti sociali

## Progetto Zambia
- Titolo originale: Money For Nothing
- Diretto da: Stephen Gyllenhaal
- Scritto da: Nicolas Falacci e Cheryl Heuton

### Trama
Un camion carico di medicinali e 50 milioni di dollari diretti allo Zambia viene rubato. Nel frattempo Don continua ad andare dall'analista, questa volta con Charlie.
- Riferimenti matematici: Algoritmo di Dijkstra, Algoritmo di Frank-Wolfe, Microcredito

## Messaggio in codice
- Titolo originale: The Janus List
- Diretto da: John Behring
- Scritto da: Robert Port e Ken Sanzel

### Trama
Un uomo che ha piazzato delle cariche su un ponte chiede di parlare con Charlie e Don. Il suo intento sarà quello di fare conoscere una lista di spie che fanno il doppiogioco.
- Riferimenti matematici: Problema dello zaino, Cifrario di Bacone, Forza di Lorentz